# چیسم (مینه‌سوتا)
چیسم، مینه‌سوتا (به انگلیسی: Chisholm, Minnesota) یک شهر در ایالات متحده آمریکا است که در مینه‌سوتا واقع شده‌است.

## خصوصیات
چیسم ۱۲٫۲۸ کیلومترمربع مساحت و ۴٬۹۷۶ نفر جمعیت دارد و ۴۶۸ متر بالاتر از سطح دریا واقع شده‌است.